# Волконский, Александр Андреевич
Князь Александр Андреевич Волконский (ум. после 1682) — стряпчий (с 1647) и стольник (с 1670) во времена правления Алексея Михайловича и Фёдора Алексеевича.
Рюрикович в XXI поколении, из княжеского рода Волконских. Младший (четвертый) сын князя Андрея Михайловича Волконского. Старшие братья — князья Андрей, Дмитрий и Юрий Волконские.

## Биография
Впервые упоминается в чине стряпчего с поместным окладом 700 четей (1647). Принял участие в двух военных походах русской армии на Великое княжество Литовское (1654-1655). В награду за «литовскую службу» получил 150 четей. Поместный оклад его был понижен до 500 четей (02 апреля 1656).
В чине стольника присутствовал в Грановитой палате при последней аудиенции грузинского царевича Николая (май 1660). За службу, что «он был с боярами и воеводами, придано ему 130 чети» (1666).
Упоминается в звании царского стольника (1670). Получил к поместному окладу еще 100 четей за объявление блаженной памяти царевича (1675).
«Дневал» у гроба царя Фёдора Алексеевича (06 мая 1682).
Скончался бездетным.